# Lijst van voetbalinterlands Georgië - Gibraltar
Deze lijst van voetbalinterlands is een overzicht van alle officiële voetbalwedstrijden tussen de nationale teams van Georgië en Gibraltar. De landen speelden tot op heden zes keer tegen elkaar. De eerste ontmoeting, een kwalificatiewedstrijd voor het Europees kampioenschap voetbal 2016, werd gespeeld in Faro (Portugal) op 14 oktober 2014. Het laatste duel, een groepswedstrijd tijdens de UEFA Nations League 2022/23, vond plaats op 26 september 2022 in Gibraltar.

## Wedstrijden
| № | Plaats    | Datum             | Competitie                  | Wedstrijd           | Uitslag |
| - | --------- | ----------------- | --------------------------- | ------------------- | ------- |
| 1 | Faro      | 14 oktober 2014   | EK 2016 kwalificatie        | Gibraltar – Georgië | 0 – 3   |
| 2 | Tbilisi   | 8 oktober 2015    | EK 2016 kwalificatie        | Georgië – Gibraltar | 4 – 0   |
| 3 | Tbilisi   | 7 juni 2019       | EK 2020 kwalificatie        | Georgië – Gibraltar | 3 – 0   |
| 4 | Gibraltar | 15 oktober 2019   | EK 2020 kwalificatie        | Gibraltar − Georgië | 2 − 3   |
| 5 | Tbilisi   | 2 juni 2022       | UEFA Nations League 2022/23 | Georgië − Gibraltar | 4 − 0   |
| 6 | Gibraltar | 26 september 2022 | UEFA Nations League 2022/23 | Gibraltar − Georgië | 1 − 2   |

## Samenvatting
| Competitie          | Totaal gespeeld | Winst Georgië | Gelijk | Winst Gibraltar | Doelsaldo Georgië – Gibraltar |
| ------------------- | --------------- | ------------- | ------ | --------------- | ----------------------------- |
| EK-kwalificatie     | 4               | 4             | 0      | 0               | 13 − 2                        |
| UEFA Nations League | 2               | 2             | 0      | 0               | 6 − 1                         |
| Totaal              | 6               | 6             | 0      | 0               | 19 − 3                        |

Wedstrijden bepaald door strafschoppen worden, in lijn met de FIFA, als een gelijkspel gerekend.

## Details

### Eerste ontmoeting
| EK 2016 kwalificatie (Faro, Portugal, 14 oktober 2014): |              | |
| Gibraltar | 0 – 3        | Georgië |
| | goals        | 9' Nikoloz Gelasjvili 20' Tornike Okriasjvili 69' Dzjaba Kankava |
| Allen Bula | bondscoach   | Temoeri Ketsbaia |
| Jamie Robba Scott Wiseman Joseph Chipolina Juan Carlos Garcia Ryan Casciaro Yogan Santos 76' Liam Walker Robert Guilling 75' Kyle Casciaro 46' Brian Perez Lee Casciaro | opstellingen | Giorgi Loria Gia Grigalava Akaki Choeboetia Oetsja Lobzjanidze Solomon Kverkvelia Dzjaba Kankava Irakli Dzaria 80' Jano Ananidze Tornike Okriasjvili 67' Nikoloz Gelasjvili 76' Giorgi Tsjantoeria |
| Adam Priestley 46' Jake Gosling 75' Roy Chipolina 76' | wissels      | 67' Giorgi Papoenasjvili 76' Vladimer Dvalisjvili 80' Avtandil Ebralidze |
| Juan Carlos Garcia 21' Ryan Casciaro 33' Joseph Chipolina 71' | gele kaarten | 47' Irakli Dzaria 87' Giorgi Papoenasjvili |

### Tweede ontmoeting
| EK 2016 kwalificatie (Tbilisi, Georgië, 8 oktober 2015): |              | |
| Georgië | 4 – 0        | Gibraltar |
| Mate Vatsadze 30' Tornike Okriasjvili 35' (pen.) Mate Vatsadze 45' Valeri Kazaisjvili 87' | goals        | |
| Kachaber Tschadadze | bondscoach   | Jeff Wood |
| Noekri Revisjvili Aleksandr Amisoelasjvili Gia Grigalava Goeram Kasjia Otar Kakabadze Aleksandr Kobachidze Nika Kvekveskiri Dzjaba Kankava 57' Tornike Okriasjvili 58' Mate Vatsadze 73' Valeri Kazaisjvili | opstellingen | Jordan Perez Joseph Chipolina Roy Chipolina Ryan Casciaro Jean-Carlos Garcia Jake Gosling Anthony Bardon Liam Walker 85' Kyle Casciaro 76' Lee Casciaro 46' George Cabrera |
| Goega Palavandisjvili 57' Nika Dzalamidze 58' Batsjana Tschadadze 73' | wissels      | 46' Brian Perez 76' John Paul Duarte 85' Michael Yome |
| Tornike Okriasjvili 31' | gele kaarten | 15' George Cabrera |
| - Debuut van Otar Kakabadze (Dinamo Tbilisi), Nika Kvekveskiri (Inter Bakoe), Goega Palavandisjvili (Dila Gorgi) voor Georgië.                                                                              |              | |

GFF · A-internationals · Bondscoaches · Statistieken · Georgisch vrouwenelftal · Georgië U21 · Georgië U20 · Georgië U19 · Georgië U18 · Georgië U17 · Georgië U16
1990 – 1999 ·
2000 – 2009 ·
2010 – 2019 ·
2020 − 2029
1990 · 
1991 · 
1992 · 
1993 · 
1994 · 
1995 · 
1996 · 
1997 · 
1998 · 
1999 · 
2000 · 
2001 · 
2002 · 
2003 · 
2004 · 
2005 · 
2006 · 
2007 · 
2008 · 
2009 · 
2010 · 
2011 · 
2012 · 
2013 · 
2014 · 
2015 ·
2016 ·
2017 ·
2018 ·
2019 ·
2020 ·
2021 ·
2022 ·
2023 ·
2024
Albanië ·
Andorra ·
Armenië ·
Azerbeidzjan ·
Bosnië en Herzegovina ·
Bulgarije ·
Cyprus ·
Denemarken ·
Duitsland ·
Egypte ·
Engeland ·
Estland ·
Faeröer ·
Finland ·
Frankrijk ·
Gibraltar ·
Griekenland ·
Hongarije ·
Ierland ·
IJsland ·
Iran ·
Israël ·
Italië ·
Jordanië ·
Kameroen ·
Kazachstan ·
Kosovo ·
Kroatië ·
Letland ·
Libanon ·
Liechtenstein ·
Litouwen ·
Luxemburg ·
Malta ·
Marokko ·
Moldavië ·
Mongolië ·
Montenegro · 
Nederland ·
Nieuw-Zeeland ·
Nigeria ·
Noord-Ierland ·
Noord-Macedonië ·
Noorwegen ·
Oekraïne ·
Oezbekistan ·
Oostenrijk ·
Paraguay ·
Polen ·
Portugal ·
Qatar ·
Roemenië ·
Rusland ·
Saint Kitts en Nevis ·
Saoedi-Arabië ·
Schotland ·
Servië ·
Slovenië ·
Slowakije ·
Spanje ·
Thailand ·
Tsjechië ·
Tunesië ·
Turkije ·
Uruguay ·
Verenigde Arabische Emiraten ·
Wales ·
Wit-Rusland ·
Zuid-Afrika ·
Zuid-Korea ·
Zweden ·
Zwitserland
GFA · A-internationals · Bondscoaches · Statistieken · Vrouwenelftal · Olympisch elftal · Gibraltar U19 · Gibraltar U17
2010 – 2019 ·
2020 − 2029
2013 ·
2014 ·
2015 ·
2016 ·
2017 ·
2018 ·
2019 ·
2020 ·
2021 ·
2022 ·
2023 ·
2024
Andorra ·
Armenië ·
België ·
Bosnië en Herzegovina ·
Bulgarije ·
Cyprus ·
Denemarken ·
Duitsland ·
Estland ·
Faeröer ·
Frankrijk ·
Georgië ·
Grenada ·
Griekenland ·
Ierland ·
Kosovo ·
Kroatië ·
Letland ·
Liechtenstein ·
Litouwen ·
Malta ·
Moldavië ·
Montenegro ·
Nederland ·
Noord-Macedonië ·
Noorwegen ·
Polen ·
Portugal ·
San Marino ·
Schotland ·
Slovenië ·
Slowakije ·
Turkije ·
Wales ·
Zwitserland